# Hôpital São José
L'Hôpital São José est une unité du complexe hospitalier de la Santa Casa de Misericórdia de Porto Alegre au Brésil. C'est un centre de référence en neurochirurgie depuis cinquante ans, comptant avec des services de neurophysiologie clinique et de neuroradiologie. Son équipe de soins intensifs est une des meilleures du Brésil[réf. souhaitée]